# Lucille Clifton
Pour les articles homonymes, voir Clifton.
Lucille Clifton, née Thelma Lucille Sayles le 27 juin 1936 et morte le 13 février 2010) est une poétesse, écrivaine et enseignante afro-américaine originaire de Buffalo, dans l'État de New York. De 1979 à 1982, elle est la poétesse lauréate du Maryland. C'est la première afro-américaine à recevoir cet honneur. Clifton est finaliste à deux reprises du prix Pulitzer de poésie.

## Biographie
Lucille Clifton naît le 27 juin 1936 à Depew, dans l'état de New York, de Thelma Moore Sayles et Samuel Louis Sayles, de descendants d'esclaves. Ils sont fiers de leurs origines du Dahomey et bien qu'ils aient peu fréquenté l'école, ce sont des lecteurs passionnés. À titre privé, le père de Clifton est conteur et sa mère écrit des poèmes. Clifton grandit à Buffalo, et sort diplômée de la Fosdick-Masten Park High School (en) en 1953,,. Elle étudie de 1953 à 1955 à l'Université Howard grâce à une bourse, puis continue ses études à l'Université d'État de New York à Fredonia (près de Buffalo).  
L'écrivain Ishmael Reed, professeur de philosophie à l'Université de Buffalo et sculpteur qui a pour sujet les visages africains, présente Lucille à Fred James Clifton lors d'un atelier de théâtre communautaire qu'il organise à Buffalo. 
Lucille épouse Fred en 1958. Ils ont six enfants : quatre filles (Sidney, Fredrica, Gillian et Alexia) et deux fils (Channing et Graham). Lucille travaille comme agent administratif traitant les réclamations à la Division de l'emploi de l'État de New York, à Buffalo (1958-1960) puis comme assistante littéraire au Bureau de l'éducation de Washington DC (1960-1971),.
En 1966, Reed communique des poèmes de Lucille Clifton à Langston Hughes, qui les inclut dans son anthologie The Poetry of the Negro. En 1967, les Clifton s'installent à Baltimore, dans le Maryland. Le premier recueil de poésie de Clifton, Good Times, est publié en 1969 et classé par The New York Times comme l'un des dix meilleurs ouvrages de l'année. De 1971 à 1974, Clifton est poète en résidence au Coppin State College de Baltimore. De 1979 à 1985, elle est poète lauréate de l'État du Maryland. De 1982 à 1983, elle est écrivaine invitée à la faculté de lettres de l'Université Columbia et à l'Université George-Washington. En 1984, son mari meurt d'un cancer.
De 1985 à 1989, Clifton est professeure de littérature et d'écriture créative à l'Université de Californie à Santa Cruz. Elle est professeure émérite en sciences humaines au St. Mary's College du Maryland. De 1995 à 1999, elle est professeure invitée à l'Université Columbia. En 2006, elle est nommée fellow du Dartmouth College. Elle rencontre plusieurs problèmes de santé à la fin de sa vie, dont une goutte douloureuse qui lui cause des difficultés pour marcher. Elle meurt le 13 février 2010,.

## Œuvre poétique

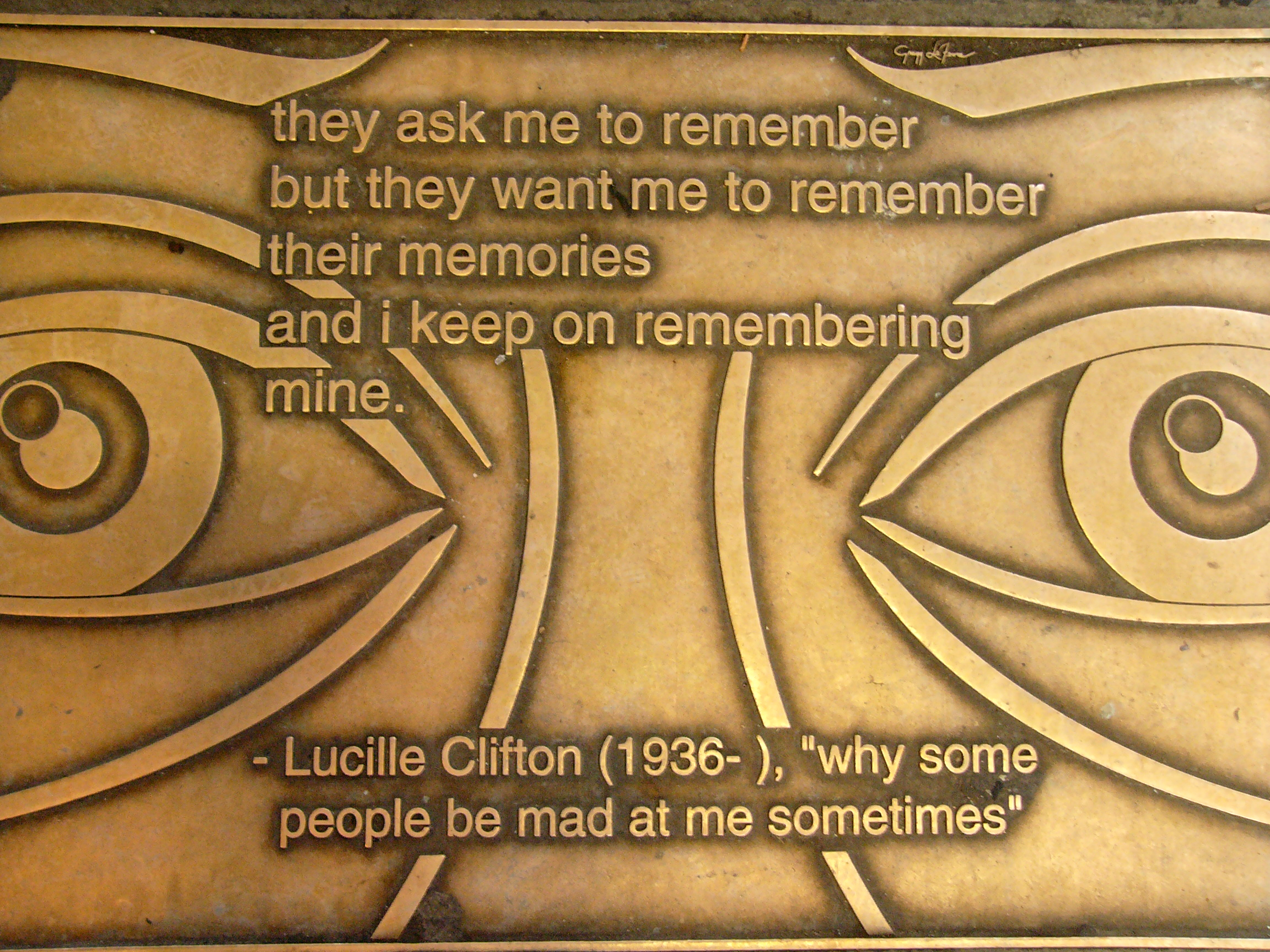
Plaque à l'extérieur de la bibliothèque publique de New York

Lucille Clifton situe les racines de sa famille dans l'ancien royaume ouest-africain du Dahomey, aujourd'hui connu sous le nom de République du Bénin. Dans son enfance, sa mère lui dit : « Sois fière, tu es de la lignée des femmes du Dahomey ! ». Generations: A Memoir (1976) est une pièce en prose qui célèbre ses origines. Ses œuvres traitent de la vie de famille, du racisme et du genre. Selon les critiques, la poésie de Clifton dit beaucoup avec une grande économie de mots. Ce que résume la poète Elisabeth Alexander en parlant du talent de Clifton pour « écrire des poèmes physiquement petits avec des mondes intérieurs énormes et profonds ».   
Dans les années 1970 Clifton commence à écrire sa série de livres pour enfants avec Some of the Days of Everett Anderson. Le personnage principal, Everett Anderson, est un jeune garçon noir. Ce personnage récurrent dans plusieurs de ses livres s'exprime en anglais afro-américain et raconte les problèmes sociaux de la vie réelle.  

### Two-Headed Woman:«homage to my hips»
En 1980, Clifton publie « homage to my hips » (hommage à mes hanches) dans son recueil de poèmes Two-Headed Woman (Femme à deux têtes). Cet ouvrage remporte le prix Juniper 1980 et il est défini par sa « tension dramatique, son langage simple… hommage à la peau noire, [et] célébration des femmes », qui sont les traits reflétés dans le poème « homage to my hips ». Cette collection poétique marque également le début de l'intérêt de Clifton pour dépeindre le « corps noir transgressif ». « Homage to my hips » est précédé par le poème « homage to my hair » (« hommage à mes cheveux ») qui complète l'exploration de la relation entre les femmes et les hommes Afro-Américains et vise à réinventer les stéréotypes négatifs associés au corps des femmes noires. Ces deux poèmes relient le corps afro-américain à des pouvoirs mythologiques - une technique littéraire courante utilisée dans de nombreuses œuvres littéraires de femmes afro-américaines. Jane Campbell émet l'idée que « l'effet spécifique de la fabrication de mythes sur les relations raciales… constitue un acte radical, invitant le public à renverser la mythologie raciste qui contrecarre les Afro-Américains et les conduit à la défaite, et à la remplacer par une nouvelle mythologie enracinée dans la perspective noire ». 

## Prix et distinctions
- 1970 / 1973 : bourse de création littéraire du National Endowment for the Arts ;
- 1984 : prix Coretta Scott King Award (en) pour le livre pour enfants Everett Anderson's Good-bye[18] ;
- 1988 : Clifton est la première autrice à avoir deux livres de poésie nommés finalistes pour le prix Pulitzer la même année[19] ;
- 1991-1992 : Shelley Memorial Award[20] ;
- 1996 : Lannan Literary Award pour la poésie[20],[21] ;
- 1999 : élue chancelière de l'Academy of American Poets[8] ;
- 2000 : National Book Award for Poetry pour Blessing the Boats: New and Collected Poems, 1988-2000[22],[23] ;
- 2007 : Prix de poésie Ruth Lilly (en) : le prix de 100 000 $ rend hommage à un poète américain vivant dont « les réalisations de toute une vie méritent une reconnaissance extraordinaire »[20] ;
- 2010 : Médaille Robert Frost pour l'ensemble de sa carrière de la Poetry Society of America[24].

## Publications

### Poésies
- (en) Good Times, New York, Random House, 1969, 74 p.
- (en) Good News About the Earth, New York, Random House, 1972 (ISBN 0394707605)
- (en) An Ordinary Woman, New York, Random House, 1974 (1re éd. 1974), 94 p. (ISBN 0394494687)
- (en) Two-Headed Woman (Juniper Prize for Poetry, 1980), University of Massachusetts Press, 1980, 60 p. (ISBN 0870233106)
- (en) Good Woman: Poems and a Memoir 1969-1980 (Finalist  Pulitzer Prize for Poetry 1988), BOA Editions, Ltd., 1987, 276 p. (ISBN 0918526590)
- (en) Next: New Poems (finaliste pour le Pulitzer Prize 1988), Brockport, New York, BOA Editions, Ltd. (1re éd. 1987), 85 p. (ISBN 0918526604)
- (en) Ten Oxherding Pictures, Santa Cruz, Moving Parts Press, 1988, 28 p. (ISBN 0939952076)
- (en) Quilting: Poems 1987–1990, Brockport, BOA Editions, Ltd., 1991 (ISBN 978-0-918526-81-6)
- (en) The Book of Light, Port Townsend, Copper Canyon Press, 1992, 80 p. (ISBN 1556590520)
- (en) The Terrible Stories, Brockport, BOA Editions, Ltd., 1996, 70 p. (ISBN 1880238373)
- (en) Blessing The Boats: New and Collected Poems 1988–2000 (lauréat du National Book Award), Rochester, BOA Editions, Ltd., 2000 (réimpr. Paw Prints, 2008) (ISBN 978-1-880238-88-2 et 978-1-4395-0356-0)
- (en) Mercy, Rochester, BOA Editions, Ltd., 2004 (ISBN 978-1-929918-55-3)
- (en) Voices, Rochester, BOA Editions, Ltd. (ISBN 978-1-934414-12-5)
- (en) The Collected Poems of Lucille Clifton, Rochester, BOA Editions, Ltd., 2012 (ISBN 978-1-934414-90-3)

### Livres pour enfants
- (en) Davida Adedjouma (éd.) (préf. Lucille Clifton), The Palm of My Heart: Poetry by African American Children, Lee & Low Books, 1996, 32 p. (ISBN 1880000415, présentation en ligne)
- (en) Three Wishes, Yearling Books, 1994 (1re éd. 1976), 32 p. (ISBN 0440409217, présentation en ligne)
- (en) The Boy Who Didn't Believe in Spring (ill. Brinton Turkle), Puffin Books, 1992 (1re éd. 1973), 32 p. (ISBN 0140547398)
- (en) The Lucky Stone (ill. Dale Payson), Yearling, 1986 (1re éd. 1979, Delacorte Press), 64 p. (ISBN 978-0-440-05122-0 et 0440451108, présentation en ligne)
- (en) The Times They Used To Be, Delacorte Books, 2000 (1re éd. 1974), 48 p. (ISBN 0385321260)
- (en) All Us Come Cross the Water (ill. John Steptoe), Holt McDougal, 1973 (ISBN 0030892627)
- (en) My Friend Jacob, Dutton Books, 1980, 32 p. (ISBN 0525354875)
- (en) Amifika (nommé au Jane Addams Children's Book Award, 1978), Dutton Books, 1977, 32 p. (ISBN 0525255486)
- (en) Sonora the Beautiful, Dutton Books, 1981, 22 p. (ISBN 0525396802)
- (en) The Black B C's, New York, Dutton Books (1re éd. 1970)
- (en) Davida Adedjouma (éd.) (préf. Lucille Clifton), The Palm of My Heart: Poetry by African American Children, Lee & Low Books, 1996, 32 p. (ISBN 1880000415, présentation en ligne)

### La série Everett Anderson
- (en) Some of the Days of Everett Anderson, Henry Holt and Co., 1987 (1re éd. 1970), 32 p. (ISBN 0805002898)
- (en) Everett Anderson's Christmas Coming, Henry Holt and Co., 1993 (1re éd. 1971) (ISBN 0805029494)
- (en) Everett Anderson's Year (ill. Ann Grifalconi), Henry Holt and Co., 1992 (1re éd. 1974), 32 p. (ISBN 0805022473)
- (en) Everett Anderson's Friend (Coretta Scott King Book Award d'honneur pour l'écriture, 1977), Henry Holt and Co., 1992 (1re éd. 1976) (ISBN 0805022465)
- (en) Everett Anderson's 1-2-3, Owlet Paperbacks, 2002 (1re éd. 1977), 32 p. (ISBN 0805070486, présentation en ligne)
- (en) Everett Anderson's Nine Month Long, Henry Holt and Co., 1988 (1re éd. 1987), 32 p. (ISBN 0805002952)
- (en) Everett Anderson's Goodbye (ill. Ann Grifalconi, Coretta Scott King Book Award pour l'écriture, 1984), square fish (1re éd. 1983), 32 p. (ISBN 0805008004, présentation en ligne)
- (en) One of the Problems of Everett Anderson, Henry Holt and Co., 2001, 32 p. (ISBN 0805052011, présentation en ligne)

### Documentaire
- (en) Generations: A Memoir, New York, Random House, 1976, 79 p. (ISBN 039446155X, présentation en ligne)

## Anthologies
- (en) Langston Hughes, Arna Bontemps (éds.), The Poetry Of The Negro, 1746-1970, Doubleday, 1970, 645 p. (ISBN 0385055544)
- (en) Arnold Adoff, My Black Me: A Beginning Book of Black Poetry, Bt Bound, 1999 (1re éd. 1974) (ISBN 0785778055)
- (en) Catherine Clinton (éd.), Stephen Alcorn, A Poem of Her Own: Voices of American Women Yesterday and Today, Harry N. Abrams, 2003, 80 p. (ISBN 0810942402)
- (en) African American women writers, New York, NY, Wiley, coll. « Black Stars », 2000, 176 p. (ISBN 0471175803, présentation en ligne)
- (en) Margaret Busby  (éd.), Daughters of Africa, Ballantine Books, 1994 (1re éd. 1992), 1093 p. (ISBN 0345382684, présentation en ligne)
- (en) Lauret Savoy, Eldridge M. Moores (éds.), Gordon P. Eaton, Bedrock: Writers on the Wonders of Geology, Trinity University Press, 2006, 352 p. (ISBN 1595340238, présentation en ligne)